# HD 113538
HD 113538 (HIP 63833 / GJ 9425) es una estrella en la constelación de Centauro que se localiza visualmente 2,5º al sur de ξ2 Centauri.
De magnitud aparente +9,06, no es visible a simple vista.
En 2010 se descubrieron dos planetas extrasolares en órbita alrededor de esta estrella.
HD 113538 es una enana naranja de tipo espectral K9V, una estrella de la secuencia principal como el Sol pero considerablemente más fría y tenue.
Con una temperatura superficial de 4685 ± 155 K, su luminosidad equivale al 9% de la luminosidad solar.
Tiene un radio más pequeño que el radio solar —unas 2/3 del mismo— y una masa equivalente al 70% de la que tiene el Sol.
Su edad se estima en unos 1300 millones de años, si bien esta cifra es sólo aproximada.
Presenta una metalicidad —abundancia relativa de elementos más pesados que el helio— inferior a la solar en un 32% ([Fe/H] = -0,17).
HD 113538 se encuentra a 51,5 años luz del sistema solar. GJ 2095, distante 5,3 años luz, es la estrella conocida más cercana a ella.

## Sistema planetario
El sistema planetario de HD113538 se asemeja al par Saturno-Júpiter, en este caso a 0,7 y 2,4 UA respectivamente. 
Como en la gran mayoría de pares de planetas, el más masivo es también el más externo.
HD 113538 b, el más interior, tiene un período orbital de 263,3 días mientras que HD 113538 c emplea más de 1650 días en completar una órbita.
Ambas órbitas son excéntricas, sobre todo la de HD 113538 b (ε = 0,61).
| Acompañante (En orden desde la estrella) | Masa (MJ)     | Período orbital (días) | Semieje mayor (UA) | Excentricidad |
| ---------------------------------------- | ------------- | ---------------------- | ------------------ | ------------- |
| HD 113538 b                              | > 0,27 ± 0,08 | 263,3 ± 23             | 0,71 ± 0,01        | 0,61 ± 0,11   |
| HD 113538 c                              | > 0,71 ± 0,06 | 1657 ± 48              | 2,43 ± 0,06        | 0,32 ± 0,06   |